# 佛坪国家级自然保护区
佛坪国家级自保护区位于中国陕西秦岭中段南坡佛坪县境内， 1978年12月成立，以保护大熊猫、秦岭羚牛等珍稀动物和森林生态系统为主。
区内最低海拔980米, 最高海拔2,904米，总面积292.40平方公里。设有9个保护站。
区内有陆生脊椎动物32目101科452种。其中国家I级重点保护野生动物有大熊猫、川金丝猴、秦岭羚牛、林麝、金钱豹；国家II级重点保护野生动物有黑熊、金猫、中华斑羚、
中华鬣羚等。鸟类17目54科316种, 其中国家I级重点保护野生动物有金雕、朱鹮、中华秋沙鸭，国家II级重点保护野生动物有红隼、赤腹鹰、红腹锦鸡、红腹角雉、血雉。